# 劉貴
劉貴（？—539年12月13日），秀容郡阳曲县（今山西省太原市阳曲县）人，北魏、東魏政治人物，劉乾之子。

## 生平
劉貴是高歡舊交，初為爾朱榮府騎兵參軍。劉貴為人剛直有氣斷，而爾朱榮性情勇猛急躁，劉貴辦事、賞罰嚴峻，深得爾朱榮賞識。528年，参与河陰之变计划，封敷城县伯。官至左将軍、太中大夫，有战功封公爵。因受爾朱榮信任，加撫軍将軍。530年，担任涼州刺史。
長广王元曄即位，爾朱世隆掌握政权，劉貴担任征南将軍、金紫光禄大夫、尚書左僕射、西道行台，与行台元显恭在正平对峙。劉貴击败元显恭，元显恭被裴儁擒获。劉貴任晋州刺史。531年，转任行汾州事。高欢起兵，劉貴棄城到鄴城归顺高欢。532年，以本官任肆州刺史，转任行建州事。534年，担任陝州刺史。
東魏建立，537年，擔任御史中尉、肆州大中正。同年，加行台僕射，和侯景、高昂在洛陽攻打獨孤信。劉貴深受高歡器重。但酷殺成性，視漢人為“一錢漢”。劉貴因為對漢人歧視頗深且在人前表現得肆無忌憚，因此與高昂不和，有一次高昂大怒，拔刀向劉貴砍去，劉貴逃回自己的軍營。
兴和元年十一月辛亥朔十七日丁卯（539年12月13日），劉貴去世。追贈冀定并殷瀛五州軍事、太保、太尉公、録尚書事、冀州刺史，谥忠武。北齐建国后，齐文宣帝高洋于天保元年六月壬午（550年7月3日）诏令，已故中尉刘贵等人辅佐先帝，协助治理皇室基业，有的不幸早年去世，有的以身殉职，可以派遣使者到墓地进行祭奠，并安抚慰问他们的妻子儿女，安慰兼及活着或死去的人。皇建元年十一月庚申（560年12月15日），齐孝昭帝高演诏令将刘贵等十二人合祭于高欢的宗庙之中。

## 家庭

### 祖父
- 刘某，北魏给事中[1]

### 父亲
- 刘，北魏肆州刺史[1]

### 夫人
- 河南元氏，北魏常山王孙女，尚书左仆射元生之女[1]

### 子女
- 刘元孙，东魏抚军将军、银青光禄大夫、都督肆州诸军事、肆州刺史，夫人骠骑大将军、司徒公元恭之女[1]
- 刘洪徽，世子，东魏散骑常侍、千牛备身，夫人高阿难，大丞相、勃海王高欢第三女[1]
- 刘徽彦，东魏肆州主簿[1]
- 刘徽祖[1]

## 延伸阅读
[在维基数据编辑]
 《北齊書/卷19》，出自李百药《北齊書》
 《北史·卷053》，出自李延壽《北史》